# Епархия Оема
 Епархия Оема  (лат. Dioecesis Oyemensis) — епархия Римско-Католической церкви с центром в городе Оем, Габон. Епархия Оема входит в митрополию Либревиля. Кафедральным собором епархии Оема является церковь святой Терезы.

## История
13 мая 1969 года Римский папа Павел VI выпустил буллу «Divini Magistri verba», которой учредил епархию Оема, выделив её из архиепархии Либревиля. В этот же день епархия Оема вошла в митрополию Либревиля.
19 марта 2003 года епархия Оема передала часть своей территории в пользу возведения апостольской префектуре Макоку.

## Ординарии епархии
- епископ François Ndong (13.05.1969 — 23.08.1982)
- епископ Basile Mvé Engone (23.08.1982 — 3.04.1998) — назначен архиепископом архиепархии Либревиля
- епископ Jean-Vincent Ondo Eyene (17.02.2000 — по настоящее время)

## Источник
- Annuario Pontificio, Ватикан, 2007
- Булла Divini Magistri verba  (лат.)